# Els Horts (Bellavista Nova)
Els Horts és un paratge del terme municipal de Sant Martí de Centelles, a la comarca d'Osona, en territori del poble de Sant Miquel Sesperxes.
Es tracta d'un sector de les terres de la masia de Bellavista Nova, antigament dedicats al conreu hortícola i actualment dedicats al conreu de cereals de secà. Estan situats a llevant de la masia, just al límit del terme municipal, fronterer amb Sant Quirze Safaja, en el vessant meridional de la Serra de Puig-arnau. És un conjunt de terres planes a l'entreforc de tres torrents, el principal dels quals és el del Mas Bosc.